# Franz-Josef Knieps

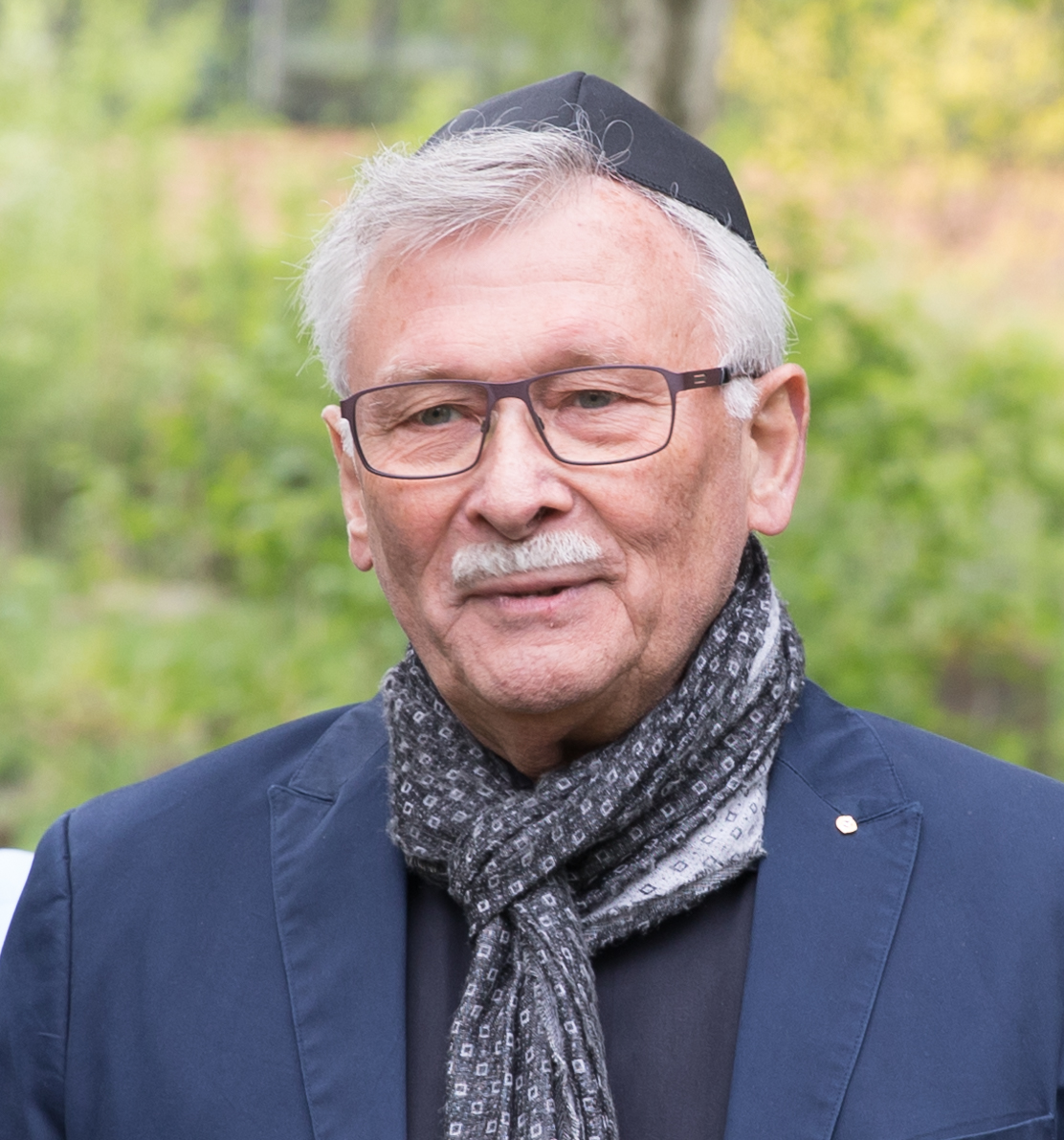
Franz-Josef Knieps bei einer Veranstaltung auf dem Jüdischen Friedhof in Deutz, 2018

Franz-Josef Knieps (* 13. Oktober 1942 in Köln) ist ein deutscher Unternehmer und Wirtschaftspolitiker. Von 2005 bis 2010 war er Abgeordneter des Landtags von Nordrhein-Westfalen.

## Leben
Knieps machte im Jahr 1957 die Mittlere Reife und absolvierte im Anschluss eine Lehre zum Bäcker. Im Jahr 1964 wurde er Bäckermeister und drei Jahre später machte er zusätzlich einen Abschluss als Konditormeister. Von 1962 bis 1968 war er im elterlichen Betrieb tätig, ehe er ihn 1968 komplett übernahm und bis zum Jahr 2000 weiterführte. Von 2000 bis 2010 war er geschäftsführender Gesellschafter verschiedener Bäckereiketten.
Er ist verheiratet und hat zwei Kinder.

## Gesellschaftliches Engagement
Knieps trat im Jahr 1968 der CDU bei und ist seit 1969 Mitglied im Vorstand des Kölner CDU-Ortsverbandes Innenstadt-Süd. Von 1985 bis 1997 war er stellvertretender Vorsitzender der CDU-Mittelstandsvereinigung. Von 1989 bis 2004 gehörte er dem Rat der Stadt Köln an, wo er Vorsitzender des Kulturausschusses und des Vergabeausschusses sowie Mitglied im Wirtschaftsausschuss war. Von 1995 bis 2010 war er Präsident der Handwerkskammer zu Köln, von 1998 bis 2010 war er zudem Präsident des Westdeutschen Handwerkskammertages. Von 2005 bis 2010 war er Abgeordneter des Landtags von Nordrhein-Westfalen, wo er als ordentliches Mitglied dem Ausschuss für Haushaltskontrolle angehörte. Außerdem war er Vorsitzender des Ausschusses für Wirtschaft, Mittelstand und Energie.
Er ist 1. Vorsitzender der 2015 gegründeten Kölner Offenbach-Gesellschaft, die sich ein angemessenes Andenken der Werke von Jacques Offenbach in Köln zum Ziel gesetzt hat.

## Ehrungen
- 2005: Verdienstkreuz 1. Klasse der Bundesrepublik Deutschland
- 2012: Ehrennadel des Westdeutschen Handwerkskammertags
- 2017: Verdienstorden des Landes Nordrhein-Westfalen[2][3]